# Clenoliximab
Il 'Clenoliximab è un anticorpo monoclonale di tipo chimerico (primate/umano: Macaca irus e Homo sapiens), che viene utilizzato per il trattamento dell'artrite reumatoide, possiede azione immunomodulante.
Il farmaco agisce sull'antigene: CD4.

### Clenoliximab
- (EN) Roland Kontermann, Antibody Engineering, Springer, febbraio 2010,  pp. 301–, ISBN 978-3-642-01143-6.
- (EN) Danuta J. Herzyk e Jeanine L. Bussiere, Immunotoxicology Strategies for Pharmaceutical Safety Assessment, John Wiley and Sons, 2008,  pp. 332–, ISBN 978-0-470-12238-9.
- (EN) Zhiqiang An, Therapeutic Monoclonal Antibodies: From Bench to Clinic, John Wiley and Sons, 8 settembre 2009,  pp. 449–, ISBN 978-0-470-11791-0.
- (EN) Oliver Kayser e Rainer H. Müller, Pharmaceutical biotechnology: drug discovery and clinical applications, Wiley-VCH, 2004,  pp. 151–, ISBN 978-3-527-30554-4.